# Skazani na Shawshank (opowiadanie)
Skazani na Shawshank (oryg. Rita Hayworth and Shawshank Redemption) – nowela Stephena Kinga opublikowana po raz pierwszy w 1982 w zbiorze Cztery pory roku (oryg. Different Seasons).

## Treść
Akcja toczy się w Shawshank – więzieniu o zaostrzonym rygorze, gdzie rządzą sadystyczni strażnicy. Na porządku dziennym są brutalność, przemoc i gwałt. Głównym bohaterem jest Andy Dufresne, były bankier odsiadujący karę dożywotniego więzienia za podwójne morderstwo, którego nie popełnił. 
Świadkiem opisywanych wydarzeń i jednocześnie narratorem opowieści o losach Andy'ego jest inny więzień – Irlandczyk Red. Jego opowiadanie o pobycie Andy'ego w więzieniu charakteryzuje sugestywność opisywanych przeżyć i realistyczny sposób ukazania więziennej rzeczywistości. 
Andy korzysta z pomocy Reda, który dostarcza mu młotek geologiczny, whisky i plakat Rity Hayworth. Ich znajomość przeradza się w przyjaźń. Jednak nawet jego przyjaciel nie zna planów Andy'ego dotyczących ucieczki z zakładu. Nie wie, że w ucieczce pomogą przedmioty, które sam dostarczył. 

## Ekranizacje
- Skazani na Shawshank – film z 1994 roku